# Turtle (syntaxe)
Pour les articles homonymes, voir Turtle.
En informatique, Turtle (Terse RDF Triple Language) est une syntaxe d'un langage qui permet une sérialisation non-XML des modèles RDF. C'est un sous-ensemble de la syntaxe Notation3. La spécification de Turtle est une Recommandation du W3C publiée le 25 février 2014.

## Exemple
L'exemple suivant utilise trois préfixes : "rdf", "dc", et "ex".
```
 
@prefix
 
rdf:
 
<http://www.w3.org/1999/02/22-rdf-syntax-ns#>
 
.

 
@prefix
 
dc:
 
<http://purl.org/dc/elements/1.1/>
 
.

 
@prefix
 
ex:
 
<http://example.org/stuff/1.0/>
 
.

 
 
<http://www.w3.org/TR/rdf-syntax-grammar>

   
dc
:
title
 
"RDF/XML Syntax Specification (Revised)"
 
;

   
ex
:
editor
 
[

     
ex
:
fullname
 
"Dave Beckett"
;

     
ex
:
homePage
 
<http://purl.org/net/dajobe/>

   
]
 
.

```

(Cet exemple est également valable en Notation3.)